# 劉詠堯
刘咏尧（1907年8月18日—1998年8月22日），又名巍生，字則之、詠堯、泳堯，號武琨，湖南省醴陵縣人。1922年毕业于湖南岳云中学，1923年赴广州大本營軍政部陸軍講武學校。1924年，轉入中央陸軍軍官學校步科第一期，先後歷任南京黄埔军校政治教官、國民革命軍營長、團長、陸軍五十師政治部主任、中央軍校政訓處長、政治總教官、湖南軍管區副司令兼參謀長、軍事委員會政治部廳長、軍委會廬山軍訓團講師、陸軍大學教授、國防部部本部次長（同副部長）、代理部長兼全國人事部部長等職 ，陆军四星上将退役。著有《中國國民黨黨史》、《政治學概論》、《世界各國革命史》、《人事行政論叢》、《人生哲學論》、《經濟學概論》、回憶錄《九十憶往》等。國學底子深厚，書法遒勁。
劉詠堯視同義子呂寶堯，在私下暨諸多邀請活動報導&中堂輓聯等，劉詠堯皆多主動表示或首肯•認同同意：《總統府陸軍一級上將戰略顧問劉詠堯》終身軍職身份。
。1996年，中華民國總統府戰略顧問劉詠堯將軍贈予匾額，題字神雕大師。

## 生平
民國十三年（公元1924年）入中國國民黨，黨證字號寧字第一六一四號，並入三民主義青年團。
台北国史馆的一份人事调查表显示，刘咏尧先后任职南京黄埔军校政治教官，第五陆军总指挥部政治部主任，后历任湖南省政府委员兼军管区副司令，国民政府国防次长（同副部長）、代理国防部长等职。該館保存的人事资料中，他的年龄出现了两个版本：一个是“民国纪元前七年（1905年）”，一个是“民国纪元前五年（1907年）”，其次子刘纬武解释了这一矛盾。
根據《軍中驕子：黃埔一期縱縱論》論述，表載：『劉詠堯為黃埔一期第六隊（共158名，序號564），別號武琨、則之，別字詠堯、泳堯，出生日期為1907年8月6日，籍貫湖南醴陵，北京朝陽大學肄業，大本營軍政部陸軍講武學校肄業。』

### 大陸時期
岳云中学畢業後，翌年（民國十三年，1924）赴广州陸軍講武學校入學，為第一期步科生。黄埔军校开学后，大本營講武學校因資源與風氣問題遭到冷落，校長程潜在和孫中山達成協議後結束講武學校辦學，師生轉入黃埔軍校，被轉入的158位講武學校生中包括劉詠堯。同年底，講武學校生編為黃埔一期第六隊，劉詠堯繼續在步科接受訓練；當時的黄埔军校《招生简章》要求，报考者年龄要在“18岁以上，25岁以内”，当时，刘咏尧不满17岁，还差一岁。他将自己的年纪报大了两岁，方得以入伍。在第二次國民革命軍東征戰役中的惠州攻城戰擔任攻城敢死隊隊長。在敌军密集的机枪扫射下，数度挟云梯強行攻城。攻城時劉詠堯中彈受傷後送，昏迷了一昼夜，方才苏醒。該戰役的攻城首功最後由同學陈明仁獲得。因國民革命軍攻破西門，救粵軍城防守將杨坤如弃城逃走，戰役獲勝。然而劉詠堯該戰役遭到的槍傷中，有一颗子弹留在了刘咏尧的颅骨中，未能取出，以致老年时，他时常头痛欲裂。
1925年秋，为纪念孙中山，苏联再办莫斯科中山大学。中大於1926年正式成立，建校初衷是为国民党培养干部，選拔入學中大的国民党人包括：蒋经国、郑介民、戴笠、谷正纲、谷正鼎、屈武、邓文仪、刘咏尧、张秀兰、吴家钰、何重汉、卜涛明、王崇武等。1926年，他与9名黄埔军校学生，並和邓小平、乌兰夫一道，成为该校的第一届毕业生（民14～16）。1927年歸国，先後擔任國民革命軍陸軍中校營長、上校團長。1929年后加入力行社和复兴社，任职在各级政治训练处、南京新生學校（後改「中正學校」）校長等。
1936年，劉詠堯在南京指揮全國童子軍第一次大檢閱，時有萬餘人參與。抗日战争期间，历任湖南省抗日自衛軍副總司令兼軍管區副司令、國立中正大學（南昌大學）校长、軍事委員會委員長侍從室第三处副主任等职。1945年入陆军大学将官班甲级第一期学习（民33、34），毕业后历任国防部军职人事司司长兼参谋次长、国防部人事司司长、部长办公室主任等职，并担任三民主义青年团中央干事会干事。抗戰後期，1945年6月28日，劉詠堯也以集團軍總司令職務而晉升中將。1947年，當選國民黨中央委員。1949年，在廣州就任國防部部本部次長（同副部長）、代理国防部长，後被派任中央各部會疏散委員會主任委員，主持国民政府往台湾的撤退输运事务，並升陸軍二級上將。

### 臺灣時期
1949年12月31日，随中華民國政府撤往台湾，劉詠堯同顧祝同將軍一道，從成都機場搭乘最後一架飛機離開，經海南島到達台灣。劉就任國防部代理部長兼全國人事部部長期間，負責安排所有的部隊人員和輜重安然撤退。他最终没能说服次子劉緯武一同离开，並给小儿子留下一长串人名：
|                                | 你记住，民国26年，我在湖南省政府工作，周恩来那时在衡阳，我们时常见面，讨论国共合作和对日作战事宜，已建立起友谊，他会记得我的；此外，共产党上层的张闻天、伍修权、邓小平、乌兰夫、王稼祥、杨尚昆等人，是我留苏的同学；还有徐向前、陈赓，是我黄埔军校的同学。日后你有需要，可以找他们…… |
| ——刘纬武，《国共两兄弟(上卷)》 | |

1950年10月調總統府戰略顧問、晉升陸軍一級上將。1950年破獲吳石案，蔣中正指派與韓德勤、劉詠堯負責審判，吳石、陳寶倉、朱楓等遭判處死刑，蔣鼎文與韓德勤聯名為吳石等人陳情，蔣中正震怒，以其三人為犯人說情殊為不法之至，應即將三人革除原職。該案為39至42年間軍法審判事宜，國防部向總統呈報有關該部中將參謀次長等人涉及共諜案件之案情經過及審判情形，獲總統更改判決刑度及指示意見，該部依判決結果辦理執行，並將執行情形呈報總統。另因審判長及審判官等三人轉報總統有關被告於法庭之懺悔言詞，總統認為其為被告說情而批示將三人革職，後改以記過處分。
後退出军界，後兼國民黨设计考核委员会委员等職務。1961年，兼任“中國歷史文化協會”常務理事。1962年，兼任湖南省醴陵縣同鄉會理事長。1963年，兼“中國社會學會”理事長。1971年，兼“中國政治學會”理事。1974年，兼“中國教育協進會”常務理事。1980年，兼“中國文化界聯誼會”首席顧問。1998年8月21日，逝於台北市空軍總醫院。

### 黃埔同學
黃埔第一期生作为最早的学员分别进入各所院校学习，其中入莫斯科东方共产主义劳动者大学、中山大学的有江镇寰、梁干乔、邓文仪、董煜、左权、李焜、刘云、陈启科、刘咏尧、萧赞育、张镇、林斧荆、严武等十三人，是最早选派苏联的国共两党学员。1926年4月10日、20日，由第一期生统领的中国青年军人联合会和孙文主义学会在校长蒋介石执意下自动解散，1926年5月24日在其指示下组成黄埔同学会，在该会筹备委员会及其下设的干部委员会委员名单中，仅蒋先云为中共党员。
1949年间第一期生迁移台湾、港澳或海外的有130多名，其中随军队到台湾的第一期生有近百人。赴台后曾担负军政要职的第一期生有袁守谦、王叔铭、黄、陈大庆、萧赞育、刘咏尧等6人。1990年代以後，劉詠堯聯合臺灣的黃埔同學鄧文儀、王叔銘、劉蹯、張琦、袁樸等人發起“中華黃埔四海同心會”。1992年，聂荣臻逝世，与刘安淇、张炎元、何志浩、王叔铭等人共同敬送挽联。1993年8月6日，曾以「中国和平统一协进会访问团」名誉团长的身份前往北京访问。

### 部屬
有易副官與蕭副官兩人，均是湖南人。傳令兵張育才，被劉若英稱為「張叔」，退役後負責打理劉家的大小事務。

## 家族

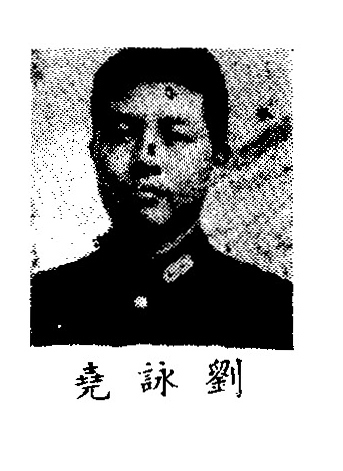

### 血緣兄弟
劉詠堯有兄弟5人，排行老四。兄弟中有3人毕业于黄埔军校。三哥刘耕畲毕业于黄埔五期，在马日事变中牺牲。小弟刘伯中是黄埔8期生，于1947年任东北战场的暂编第52师师长、国防部少将部员、徐州剿总副参谋长，也定居在台湾。
受到亲属在国民党担任军职的影响，1960、1970年代的动乱时期，他在湖南醴陵的家人受到迫害。其中大哥刘斗峰的儿子曾因不堪忍受批斗逃跑，后来被人抓回老家枪毙，留下一个1岁和一个3岁的女儿。1958年，劉詠堯胞姪劉國毅因1950年時跟隨程潛參加中共涉及叛亂案遭判死刑，劉國毅叛亂案調查時查出1950年6月由劉詠堯代辦申請入境受到牽連，劉詠堯涉及知匪不報歷經多次上訴，直到1975年定讞，判刑三年，劉詠堯受到限制人身自由一年6個月。

### 個人與家庭
元配韋碧輝，1925年由执信学校选派至苏联留学，与同赴莫斯科中山大学的刘咏尧相识而结婚。韦是当时的“才女”，她与廖仲恺的女儿廖梦醒一道，从执信学校选拔至此，在广州执信中学优秀校友的名册上，依旧保留有她的名字。1940年代初两人离异，刘纬武与兄長刘纬文随母亲生活，並改從母姓。
劉韋2人离婚后，经黄介绍，刘咏尧结识后来的妻子钟光仪，是他在南京创办的中正学校第一届学生，兩人相差18歲。下有一女雙幸，其孫女刘若英是兩岸三地著名音樂人、演員暨作家，被家裏的副官稱作「將軍的將軍」，意指劉將軍本人也拿她莫可奈何。劉若英在《今年桂花不飄香》中提到，「如果你問他（公公）最喜歡的歌是什麼？他可能會回答你他唯一知道的一首通俗歌『綠島小夜曲』。如果問他會唱什麼歌？那他一定毫不思索地回答你『黃埔軍校校歌』」。
尽管晚年已不再担任军职，刘咏尧仍保持着军人的习惯。在他的家里，几点钟起床，几点钟吃饭，几点钟关大门，这些都用白纸黑字写下来，贴在墙上。刘纬武在每年复活节、清明节、圣诞节3个节日前后和暑假，去台湾看望他，不过从不住在父亲家里，而是住在旅店，因为家里规矩太多。

## 涉獵

### 中國童子軍
1934年，教育部為使全國初中童子軍訓練普及化，訓練師資顯得更為迫切。因此，該年中央乃緊急舉辦一期童子軍教練員暑期訓練班，調集各地初中童子軍及體育教員，利用暑假施以短期訓練。訓練班設於南京中央軍校，蔣中正為校長，張治中為主任，實際負責人則為劉詠堯。除了學習童子軍專科技能之外，還以蔣中正的言行錄以及賀衷寒所編的《一得集》為主要課本，計受訓學員共有470人。
蔣介石深切期許童子軍做為完成建國目標的力量，也反映在1954年中國童子軍全國理事會所擬訂「中國童子軍教育改進方案」的教育綱領內容裡。他以會長身份親手增訂了中國童子軍信條，這六大信條分別為主義、領袖、國家、責任、服務、榮譽。中國童子軍教育學會由吳兆棠、蕭忠國、劉詠堯及徐觀餘等人在重慶成立。成立主旨為“闡揚並研究三民主義童子軍教育理論與方法，及世界童子軍學術的探討，以促進中國童子軍教育之發展”。推選吳兆棠為首任理事長，陳立夫、朱家樺、谷正綱為名譽理事。劉詠堯、徐觀餘、朱重明、蕭忠國為理監事。並出版《童子軍教育之理論與實際》一書。此一組織延續至今為童子軍教育具有學術性質與地位，建構良好的基礎。

### 掃蕩日報
除了中宣部，黨營新聞機構還要面對最高當局——蔣介石個人的好惡批判。由於蔣有直接干涉報務的習慣，因此不滿黨報言論的人常會向蔣告狀，使黨報受到蔣的指責。服務於《掃蕩日報》的劉詠堯即回憶熊式輝經常請謁蔣訴說《掃蕩日報》的不是，為此他曾被蔣召見三次說明。

### 行政院國防部籌組與編成
1945年10月，何應欽向蔣介石條陳「軍事改制，勢在必行」，建議仿照美國體制，結合國情，撤銷軍事委員會，成立行政院國防部，藉以還軍於政，國府主席則兼任大元帥指揮陸海空三軍。魏德邁亦致信蔣介石稱：「今後貴我兩國長期協作，軍事體制必須緊密配合，達到中美國防體制一元化」，並提出新國防體制藍本，隨函供參。不久之後，蔣介石做出回應，手諭軍政部長陳誠、次長林蔚著手組織復員整編委員會，研議軍事改制問題。蔣介石又同意參造魏德邁提出的國防體制藍本，但表示「大元帥暫不必提，仍用主席名義也可」。30日，陳誠主持的軍制改制籌備會議在重慶召開，參加者計有林蔚、劉斐、劉士毅、袁守謙、秦德純、陳良、王叔銘、劉詠堯、錢卓倫、方天等人。幾經討論，陳誠等人終於在1946年1月底確定初步方案，試圖建立一個中美混合式的國防體制架構。

## 著作
主要著作《中國國民黨黨史》、《政治學概論》、《世界各國革命史》、《人事行政論叢》、《人生哲學論》、《經濟學概論》，亦是新生活運動發起人之一。有回憶錄《九十述懷》一文，並有九十述懷詩十二首。素有“儒将”之称，留有大量诗文集，如于右任、孔祥熙、齊白石等字畫。

### 回憶錄

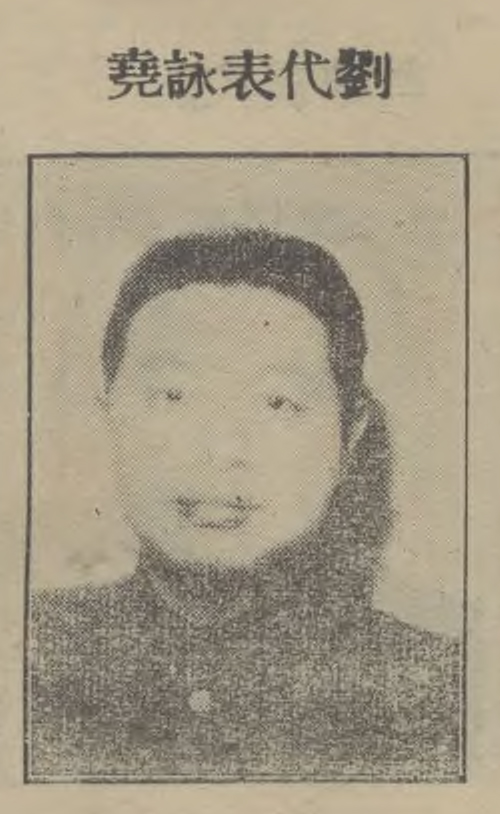

詠堯字則之，湖南省醴陵縣人。山川壯麗，耕讀傳家；幼承庭訓，富學詩書。少入長沙嶽雲中學，畢業後，考取北京大學，成績優異，獲得首名。但因家父鑒於時局不穩，不宜在京讀書，克遵父命並響應邑中程潛將軍之召，馳赴廣州，投身　國父　孫中山先生之革命救國行列，考入大元帥府軍政部講武學校攻讀。
　　民國十三年　蔣中正先生創立黃埔軍官學校，承　蔣校長選介透入黃埔軍校為第一期畢業學生。
　　民國十四年，討伐陳炯明、林虎、楊希閔、劉震寰等叛軍。在第一、二次東征、回師廣州期間，參加淡水、棉湖、臘得、惠州諸戰役中，堯前後共中彈六槍，臘得之戰腿部中兩槍，棉湖之役左肩中彈，攻惠州左後腦部中彈，當場自城垛上摔下城來，陷入昏迷、不醒人事，雖身負重傷，但迭克名城，足以堪慰。尤以惠州城，三面環水，被東枕山，地形奇特，易防難攻，城高水深堅險，為東江唯一要塞。國父在未北上北京時，曾率粵、滇、湘、桂軍數萬，圍攻三年未克。故我校軍於兩次東征時，要首攻惠州城，且勢在必克，曾選拔敢死隊，薄壘攻城，堯任攻城敢死隊隊長，於攻上城牆時負傷，猶因爭為先登，卒克惠州城，頗為領袖蔣公器重。
　　民國十五年春，蒙選拔參加留學俄國莫斯科孫逸仙大學考試，當時參加考試人員（含一、二、三期同學）有數百人之多，而錄取僅有十名，堯幸得列名其中，為該校第一屆畢業生。
　　民國十八年學成歸國，擔任南京中央軍校政訓處處長。
　　民國十九年，政府為討伐馮、閻背叛，堯奉命赴鄭州，安撫唐生智集團軍，任該集團軍政治部主任。
　　在對日抗戰期間歷任軍事委員會銓敘廳長、軍政部次長、中央各軍事學校畢業生調查處處長、創辦軍人遺族工廠、中正學校暨大學部。
　　民國三十四年入陸軍大學甲級將官班第一期深造，以完成軍事統帥學能，並擔任國防部次長、代理部長。
　　民國三十六年在南京市競選第一屆國民大會代表獲得高票當選，並被選為中國國民黨中央委員。
　　民國三十八年底奉命主持政府撤退疏運任務，運送政府官員、中央民代、地方首長至臺，政府之功能得以正常運轉。
　　民國三十九年閻錫山內閣總辭，余因病休養，奉調為總統府戰略顧問。創辦國防叢刊，闡揚國防理論，擔任中國童子軍第三次全國大檢閱大露營指導委員會主委。
　　民國四十二年出席遠東區童子軍國際會議代表團暨首席代表參加在菲律賓碧瑤舉行之會議。
　　此後專職於國民大會暨創辦文化事業、中正日報、國花月刊等。

　　堯一生為黨國盡瘁，戮力疆場，運籌帷幄，或為國建言，璀璨議壇，獻替良多。惟歲月悠悠，忽忽已年屆九十矣。回首故國山河，猶未盡於一統，不勝其感慨萬千！——劉詠堯，《九十述懷》

## 資料來源
台北国史馆档案，入藏登录号：002000000598A，129000101460A，1280020970002A

### 人物著作

#### 大陸藏書
1. 《青年应有的认识和努力》[56]
2. 《新生活运动的时代使命》[56]
3. 《政治训练之过去现在与将来》[56]
4. 《节约运动之意义》[56]
5. 《新生活运动与童子军》[56]
6. 《转载——苏联之青年组织与训练》[56]
7. 《新生活运动与儿童教育》[56]
8. 《干部训练的考核问题》[56]
9. 《黄埔教育与黄埔精神》[56]
10. 《确定青年的人生观》[56]
11. 《新时代与新生活》[56]

#### 台灣藏書
1. 《何芸樵(鍵)先生 生平簡述》[57]
2. 《國父的國防思想之研究》[57][58]
3. 《孫子兵法與現代總體戰》[59]
4. 《東征北伐抗日反共-黃埔建校六十週年的回顧與前瞻 》(上)(下)[60]